# Buzuki

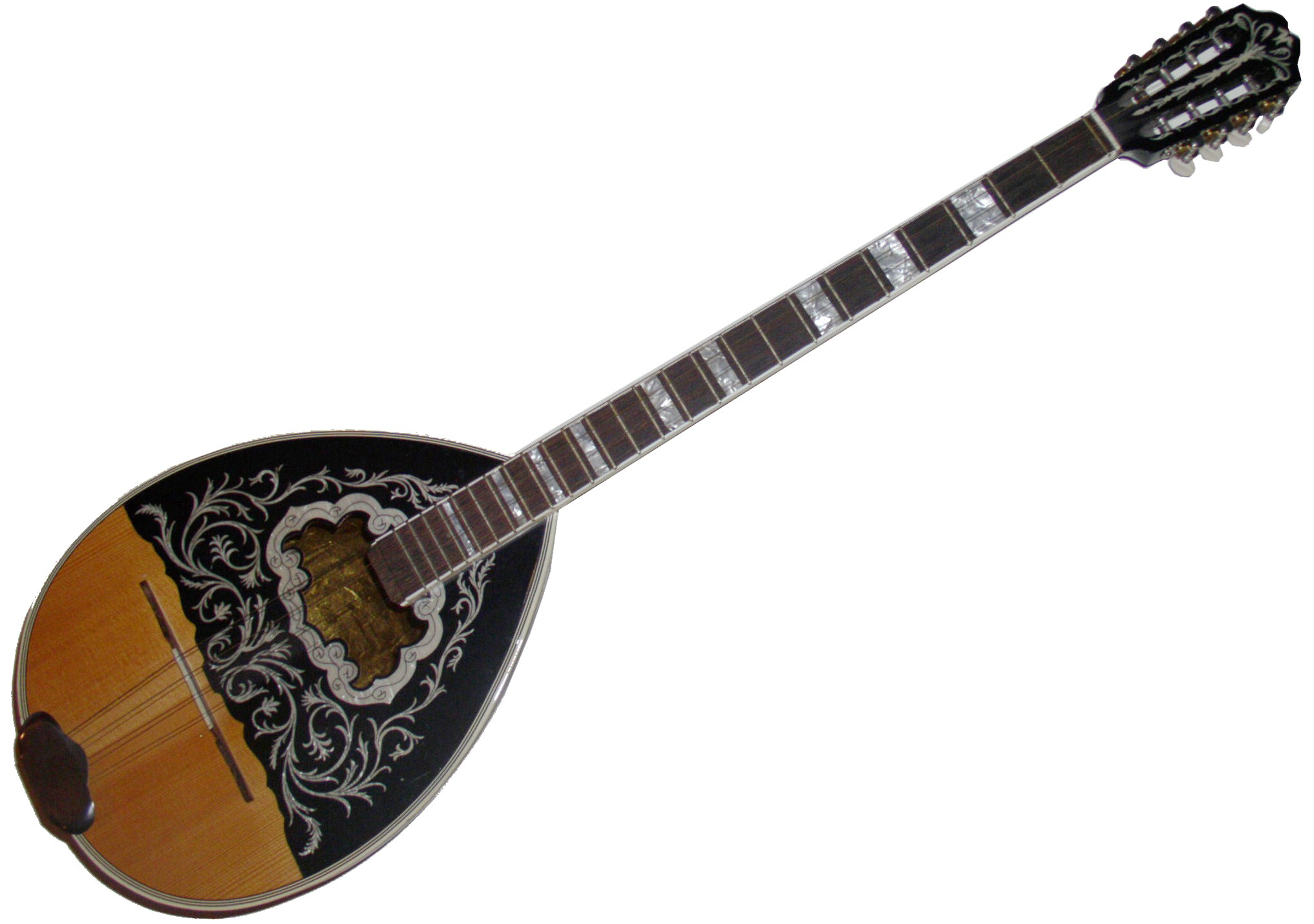
Fotografie nástroje

Buzuki (řecky το Μπουζούκι; pl. τα μπουζούκια, Buzúki, přepis i Bouzouki) je řecký strunný drnkací nástroj, původně z Anatolie. První zmínky o tomto nástroji spadají do Řecka, do 4. století př. n. l. – drnkací nástroj podobný Buzuki byl u Řeků populární v Byzantské době a nazýval se tambura.
Před pádem Východořímské říše tento nástroj převzali Turci a stal se také tureckým lidovým nástrojem. I řecké jméno Buzuki pochází z turečtiny, konkrétně ze slova buzuk (zlomený). Název výstižně upozorňuje na zalomený konec nástroje.
Tento nástroj byl rozšířen u Řeků ze západní Anatolie během celého trvaní tureckého sultanátu. V mateřském Řecku se drnkací nástroje vyskytovaly jen zřídka.